# Catocala nubila
Catocala nubila là một loài bướm đêm thuộc họ Erebidae. Loài này có ở Nhật Bản, the far phía đông của Nga và Hàn Quốc.
Sải cánh dài 27–28 mm.
Ấu trùng ăn lá của Fagus.